# Ocyale grandis
Ocyale grandis är en spindelart som beskrevs av Mark Alderweireldt 1996. Ocyale grandis ingår i släktet Ocyale och familjen vargspindlar. Inga underarter finns listade i Catalogue of Life.